# Сборник отделения русского языка и словесности

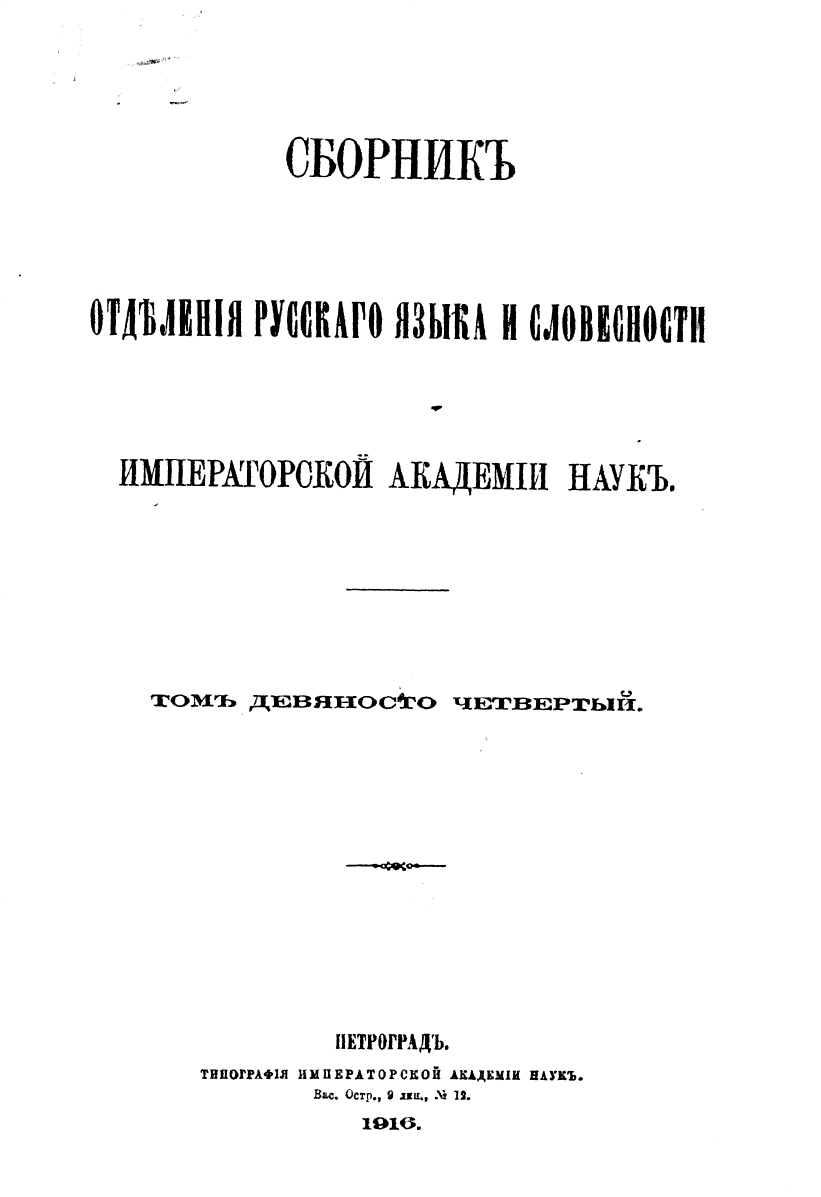
Титульный лист Сборника отделения русского языка и словесности Императорской Академии наук том 94; 1916 год

Сбо́рник отделе́ния ру́сского языка́ и слове́сности — ведущее российское периодическое издание (Петербург, 1-90 том с 1867—1914 год; Петроград, с 91 тома 1915—1924 год; Ленинград, до 101 тома, с 1924—1928 год). Всего был издан 101 том. Сборник издавался Российской академией наук.
Название сборника менялось. Первые семь томов (1867—1872 гг.) носили название: «Сборник статей, читанных в Отделении русского языка и словесности Императорской академии наук». Затем, до 1917 года: «Сборник отделения русского языка и словесности Императорской Академии наук». И наконец: «Сборник отделения русского языка и словесности Академии наук СССР».
Отделение русского языка и словесности было образовано в Российской академией наук в 1841 году. Данное издание напечатало множество материалов и исследований, касающихся русского языка, произведений древней письменности и русских писателей XVIII и первой половины XIX века. В первом томе по 48 указано, что данное издание напечатано по распоряжению Императорской академии наук, Санкт-Петербург, декабрь, 1867 год, непременный Секретарь Академик К. Веселовский. В 49 томе вместо Веселовского в качестве непременного Секретаря указан академик А. Штраух, начиная с 50 тома по 75 том — академик Н. Дубровин; с 76 тома по 101 том — академик С. Ольденбург, в 77 томе, кроме Дубровина — К. Веселовский, а в 78 томе указан А. Карпинский. Издание печатали в неопределенные сроки, до двух раз в год. Оно содержит протоколы отделения, а в приложениях и отдельных выпусков — труды академиков и посторонних ученых. В научной литературе принято сокращение СОРЯС